# 西港控股
西港控股（英語：Westports Holdings，（MYX：5246）是一間馬來西亞港口碼頭營運商。西港控股主要業務為營運巴生港的西港。
西港控股於2013年10月在吉隆坡證券交易所上市，每股發行偠2.5馬幣，籌集資金20.3億馬幣。西港控股上市後，大股東和記港口控股持有西港控股約31.5%股權，而馬國政府投資機構國庫控股則持有8.5%股權。

## 連結
- 西港控股 （页面存档备份，存于）